# رنگ (صدا)

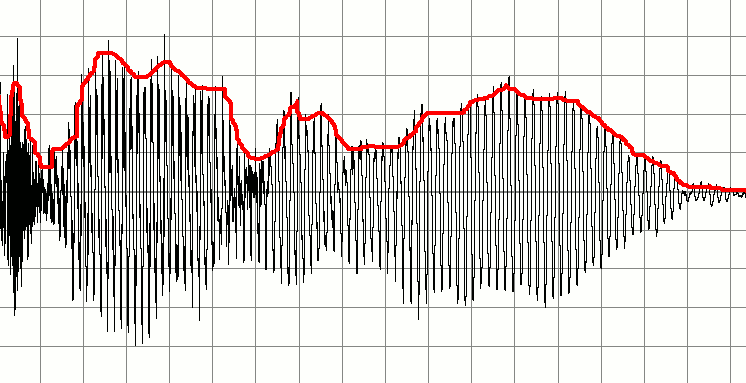
سیگنال و پوشش آن، مشخص‌شده با رنگ قرمز

رنگ، طنین یا تَمبِر (به انگلیسی و فرانسوی: timbre، به ایتالیایی: timbro) در موسیقی، عبارتی است برای توصیف کیفیت صدایی که از ساز موسیقی مخصوصی، به وجود می‌آید. به عبارت ساده‌تر، کیفیت احساس شنوایی تولیدشده توسط تُن یک موج صوتی. همان‌طور که محال است صدایی را که طنین ندارد، بشنویم، موسیقی نیز، باید طنین (تیمبر) یا آهنگ مخصوصی داشته باشد تا شنیدنی باشد. به همین جهت، گاهی از آن با عنوان «رنگ‌آمیزی» یا «آرایش» در یک اثر نیز یاد می‌شود. طنین در موسیقی مثل رنگ در نقاشی است و یکی از ارکان جالب موسیقی است. اهمیت آن نه از جهت پیشرفت‌هایی است که تاکنون در آن حاصل شده، بلکه به جهت ترقیات احتمالی‌ای است که در آینده صورت خواهد گرفت.

## محدودهٔ بسامد طنین
محدودهٔ صدای طنین (تیمبر)، بسته به شکل موج صداهای با بسامد (فرکانس) بالا و هارمونیک، متفاوت است. بسامد این موج و شدت نسبی آن از یک تُن خالص با دامنهٔ بسامد ۱۰۰–۳۰۰ و ۵۰۰ هرتز (سیکل در ثانیه) و دامنهٔ نسبی ۵–۱۰ و ۲٫۵ به یک تُن پیچیده متغیر است. این محدوده حاصل سه منحنی سینوسی است که مختصات آن‌ها نقطه‌به‌نقطه و در امتداد مقیاس زمانی اضافه می‌شوند.

## کاربرد طنین برای شنوندگان و مصنفان

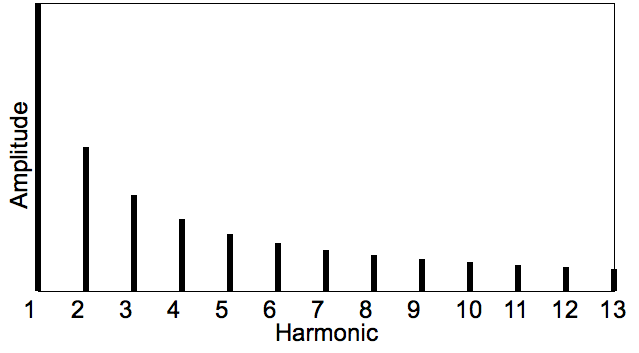
طیف یا دامنهٔ هارمونیک

همان‌طور که همهٔ مردم تفاوت بین رنگ سبز و سفید را می‌دانند، قدرت تشخیص اصوات مختلف نیز یک امر داخلی و خصوصی است و هر کس این قوه را از بدو تولد با خود دارد. محال است در جهان کسی پیدا شود که قوهٔ شنوایی داشته باشد و صدای بَم را از صدای زیر یا صدای کلارینت را از صدای ویولنسل تشخیص ندهد. اختلافات بسیار دقیقی بین اصوات هست که فقط غریزه می‌تواند صداها را از یکدیگر تمیز بدهد. یک شنوندهٔ دقیق و باهوش باید از رنگ‌آمیزی در موسیقی دو مقصود و دو نتیجه انتظار داشته باشد: اول اینکه تفاوت بین سازها و کیفیت صداهای مختلف آن‌ها را بشناسد، و دوم اینکه به قدرت توصیفیِ صدای هر ساز آگاه گردد و منظور مصنّف را از به‌کاربردن صدای یک یا ترکیب چند ساز درک کند. مصنّف موسیقی ممکن است تِمی داشته باشد که نواختن آن با ویلن، کلارینت، فلوت و ترومپت خوش‌صدا باشد، منتهی یک چیز مصنّف را وادار می‌کند که یک ساز را انتخاب نماید تا از لحاظ وصفی بهتر از سازهای دیگر منظور و مفهوم آن قطعه را ادا کند؛ به عبارت دیگر، ترجیح‌دادن یک ساز بر ساز دیگر فقط بنا بر شدت و ضعف قوه و قدرت وصفیِ ساز است. این موضوع، هم در مورد صدای یک ساز و هم در مورد ترکیب صدای چند ساز صدق می‌کند. البته هر سازی هر اندازه هم کامل باشد، باز محدود است؛ یعنی دامنهٔ اوج و حضیض آن، شدت و ضعف و طرز اجرای آن، همه محدود است. مثال بارز و جالبِ طنین، سمفونی ششم از بتهوون به‌ویژه موومان چهارم آن در فُرم آلگرو می‌باشد که در نجوای بین سازهای بادی برنجی کاملاً مشهود و قابل تفکیک است.